# Le Brusquet
Le Brusquet is een gemeente in het Franse departement Alpes-de-Haute-Provence (regio Provence-Alpes-Côte d'Azur). De plaats maakt deel uit van het arrondissement Digne-les-Bains. Le Brusquet telde op 1 januari 2022 967 inwoners.

## Geografie
De oppervlakte van Le Brusquet bedroeg op 1 januari 2022 22,25 vierkante kilometer; de bevolkingsdichtheid was toen 43,5 inwoners per km².
De onderstaande kaart toont de ligging van Le Brusquet met de belangrijkste infrastructuur en aangrenzende gemeenten.

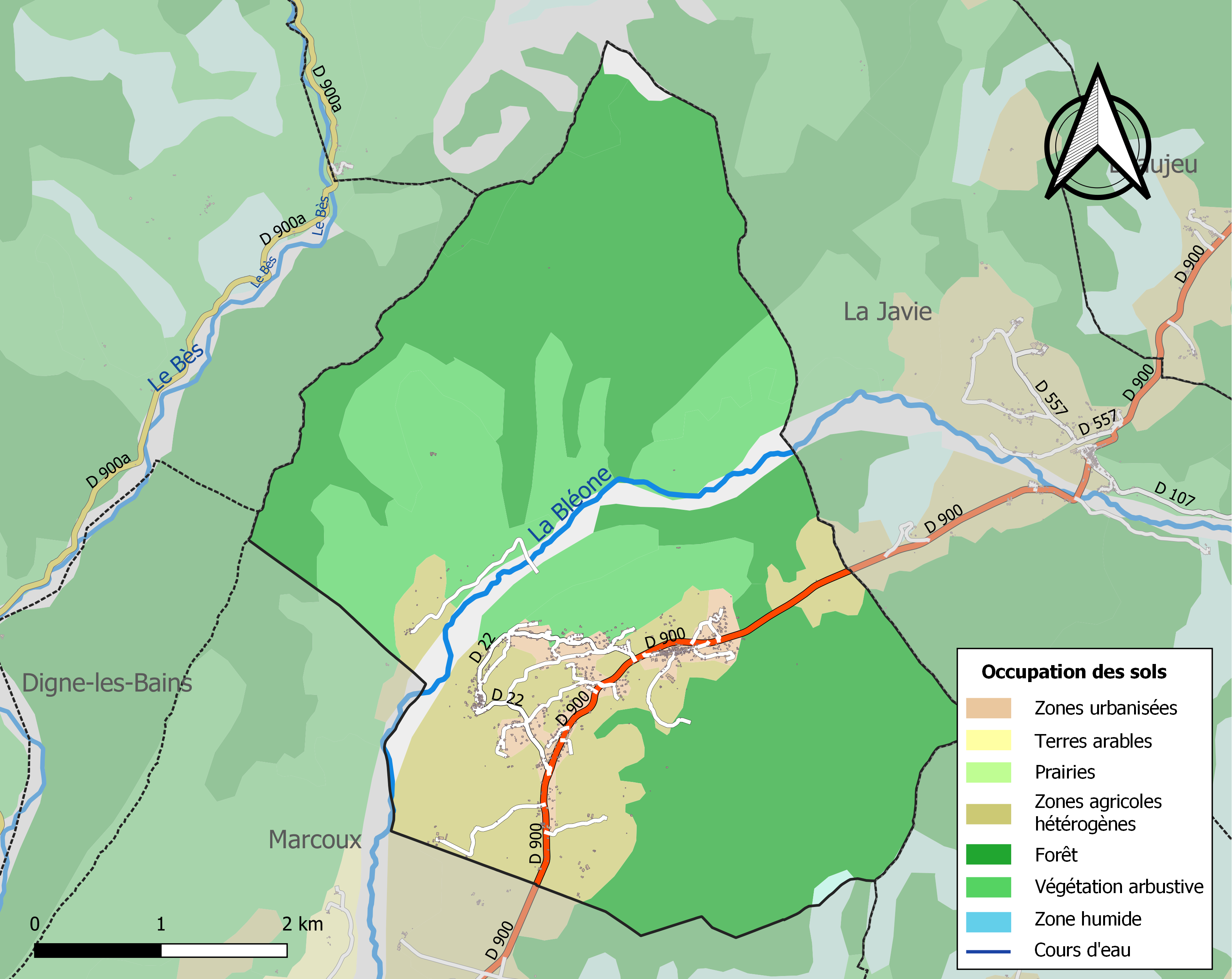

## Demografie
Onderstaande figuur toont het verloop van het inwonertal (bron: INSEE-tellingen).
Vanwege een beveiligingsprobleem met de MediaWiki Graph-software is het momenteel niet mogelijk deze grafiek weer te geven. Zodra de software is bijgewerkt zal de grafiek vanzelf weer zichtbaar worden.